# Calle Victoria (Santiago de Chile)
La Calle Victoria es una vía pública ubicada en el casco antiguo de la Ciudad de Santiago, en la Región Metropolitana de Santiago de Chile. Se inicia en Av. Vicuña Mackena y finaliza en Av. Manuel Rodríguez (Panamericana/Autopista Central). Se caracteriza por ser la ruta del cuero y del calzado en la capital de Chile.

## Historia
En un comienzo, los locatarios del sector se caracterizaban por ser en su mayoría reparadoras de calzado y vendedores de materias primas para la fabricación de calzado.
Desde hace cerca de ocho años, la calle se ha esforzado por ser conocida como la ruta del zapato, innovando en el diseño del calzado nacional.
La concentración de las tiendas se encuentra entre Nataniel Cox y Av. Santa Rosa. Hombres y mujeres, también comerciantes, son parte de los cientos de personas que visitan y recorren día a día la calle Victoria.

## Calidad
Los zapatos de calle Victoria son reconocidos por el valor de la calidad de los materiales que se utilizan para la fabricación del calzado. Sus trabajadores son verdaderos artesanos del cuero, en donde se trabaja a la par con maquinaria y trabajo hecho a mano.

## Productos
El producto estrella de la calle Victoria son los zapatos de cuero natural, entre ellos el reno y el cuero liso, pero además comprende la venta de diferentes productos elaborados a partir del cuero, tales como: carteras, bolsos, cinturones, artesanías en cuero e incluso monturas.
Con el tiempo, los dueños se han ido preocupando por la moda y el diseño de sus modelos, existiendo una relación perfecta entre precio y calidad.